# Bent Christensen (filminstruktør)
 Der er flere personer med dette navn, se Bent Christensen.
Bent Erik Christensen (født 28. maj 1929 i Gunderup ved Aalborg, død 6. januar 1992) var en dansk filminstruktør, filmproducer, manuskriptforfatter og skuespiller. Han huskes nok bedst for instruktionen af Naboerne og Harry og kammertjeneren, begge lavet i samarbejde med Leif Panduro, med hvem han også skrev adskillige manuskripter til tv-serier.

## Biografi
Christensen, der var præstesøn, var journalistelev, inden han blev uddannet skuespiller på Privatteatrenes Elevskole i 1952 og debuterede samme år. Året efter fik han sit teatergennembrud med Ikke som de andre på Allé-Scenen. Efter et par yderligere teaterroller gennemgik han i 1953 fjernsynets produceruddannelse, hvorpå han gik i gang med at instruere tv-teaterstykker og underholdningsprogrammer. Han fik også debut som teaterinstruktør. Han var i 1950'erne tilknyttet Frederiksberg Teater, ABC Teatret og fra 1956 Det Ny Teater. I midten af 1950'erne arbejdede han både som skuespiller og som instruktør, men fra han i 1958 instruerede sin første film, lagde han mest energi bag kameraet.
I 1962 begyndte han som producer, og i de følgende år var han direktør for såvel ASA-filmstudierne som Kinopalæet samtidig med, at han instruerede og producerede film (samt spillede mindre roller). Han fik stor succes, ikke mindst i samarbejdet med Leif Panduro, der ud over de ovennævnte film omfattede populære tv-serier som Smuglerne. I disse år (slutningen af 1960'erne) var han også internationalt anerkendt og forelæste på filmskoler i både USA og Europa. Fra 1970 til 1972 var han leder af Den Danske Filmskole.
Bent Christensen trak sig ud af filmmiljøet for en periode, men vendte tilbage i starten af 1980'erne – denne gang med langt mindre succes. I stedet fungerede han som kommunikationsrådgiver for blandt andet socialdemokratiske politikere på det tidspunkt, hvor politikernes image begyndte at få betydning. Hans sidste år gik med ledelse af en multimedievirksomhed. I sit otium boede han på Lolland.
Bent Christensen var gift to gange – først med skuespilleren Lily Broberg og anden gang med producerassistenten (senere folketingspolitiker) Lene Bro. Han er begravet på Stokkemarke Kirkegård på Lolland.

## Film
Bent Christensen har blandt andet medvirket i (m), instrueret (i), produceret (p) og/eller skrevet (s) følgende film:
- Vi som går køkkenvejen (m, 1953)
- Jan går til filmen (m, 1954)
- Kongeligt besøg (m, 1954)
- Der kom en dag (m, 1955)
- Mig og min familie (m, 1957)
- Ingen tid til kærtegn (m, 1957)
- Bundfald (m, 1957)
- Seksdagesløbet (m, 1958)
- Pigen og vandpytten (i,s, 1958)
- Kærlighedens melodi (i, 1959)
- Pigen i søgelyset (i, 1959)
- Den sidste vinter (p, 1960)
- Harry og kammertjeneren (i,p,s, 1961)
- Sømænd og svigermødre (i, 1962)
- Weekend (p, 1962)
- Syd for Tana River (m,i, 1963)
- Støvsugerbanden (i,p, 1963)
- Naboerne (i,p,s, 1966)
- Ih, du forbarmende (m, 1966)
- Thomas er fredløs (m, 1967)
- Mennesker mødes og sød musik opstår i hjertet (m, 1967)
- Mordskab (i,s, 1969)
- Oktoberdage (i, s, 1970)
- I morgen, min elskede (m, 1971)
- Med kærlig hilsen (m, 1971)
- Hovedjægerne (i, 1971)
- Det er nat med fru Knudsen (p, 1971)
- Det gode og det onde (m, 1975)
- Hjerter er trumf (m, 1976)
- Spøgelsestoget (m,i,s, 1976)
- Familien Gyldenkål vinder valget (i, 1977)
- Manden der ville være skyldig (m, 1990)
- De fem benspænd (m, 2003)

### Tv-produktioner[1]
Bent Christensen har medvirket i, instrueret, produceret og/eller skrevet følgende tv-produktioner: 
- Hallo, derude (m, 1953)
- Du bliver aldrig fri (i,s, 1953)
- Cabaret la Blonde (m,i,p, 1953)
- Verdens rigeste pige (i,p, 1954)
- Møde ved midnat (i, 1954)
- Tran (m, 1954)
- Ka' De li' østers? (p,s, 1967)
- Muffen (i,p, 1970)
- Smuglerne (s, 1970)
- En by i provinsen (i, 1977)
- Strandvaskeren (s, 1978)
- Rejseholdet (i, 1983)
- Een gang strømer... (i, 1987)

### Radiodrama
- Stemmer der dræber (P1, instruktion, 1979)[2]